# Megistoclisma ribbei
Megistoclisma ribbei là một loài bướm đêm trong họ Noctuidae.